# Live Hardcore Worldwide
Live Hardcore Worldwide – album koncertowy grupy Boogie Down Productions. Zawiera utwory z poprzednich płyt oraz kilka nowych utworów.

## Lista utworów
1. "KRS-One Intro"
2. "Lick A Shot"
3. "The Eye Opener"
4. "Jack Of Spades" (Ghetto Music: The Blueprint of Hip Hop)
5. "My Philosophy" (By All Means Necessary)
6. "Still #1 (Freestyle)"
7. "Poetry" (Criminal Minded)
8. "House Nigga's" (Edutainment)
9. "Criminal Minded" (Criminal Minded)
10. "Jimmy" (By All Means Necessary)
11. "The Bridge Is Over" (Criminal Minded)
12. "Ya Know The Rules" (Edutainment)
13. "Kenny Parker Intro" (Edutainment)
14. "South Bronx" (Criminal Minded)
15. "Reggae Medley"
16. "Super Hoe" (Criminal Minded)
17. "Up To Date"
18. "Why Is That" (Ghetto Music: The Blueprint of Hip Hop)
19. "Stop The Violence" (By All Means Necessary)
20. "Bo Bo Bo" (Ghetto Music: The Blueprint of Hip Hop)
21. "Come To The Teacher"
22. "Breath Control" (Ghetto Music: The Blueprint of Hip Hop)
23. "Self Destruction"
24. "Untitled"